# Chambre de commerce et d'industrie de Cherbourg-Cotentin
La chambre de commerce et d'industrie de Cherbourg-Cotentin est l'une des deux CCI du département de la Manche. Son siège est à Cherbourg-Octeville, dans l'Hôtel Atlantique, vestige de l'époque transatlantique sur le boulevard Félix-Amiot. Son président est Jean-Claude Camus. Son directeur général est Jacques Trouillet.
Elle fait partie de la chambre régionale de commerce et d'industrie Basse-Normandie.

## Missions
À ce titre, elle est un organisme chargé de représenter les intérêts des entreprises commerciales, industrielles et de service de l'arrondissement de Cherbourg et de leur apporter certains services. C'est un établissement public qui gère en outre des équipements au profit de ces entreprises.
Comme toutes les CCI, elle est placée sous la double tutelle du Ministère de l'Industrie et du Ministère des PME, du commerce et de l'artisanat.

### Service aux entreprises
- Centre de formalités des entreprises
- Assistance technique au commerce
- Assistance technique à l'industrie
- Assistance technique aux entreprises de service
- Point A (apprentissage)

### Gestion d'équipements
- Aéroport de Cherbourg - Maupertus ;
- Port de pêche de Cherbourg ;
- Port de commerce de Cherbourg (en association avec Louis Dreyfus Armateurs à partir de 2009) ;
- Atelier de Saint-Pierre-Église ;
- Atelier de Digulleville ;
- Zone de Digulleville ;
- Cherbourg-le Hall ;
- Centre de débarque de Barfleur.

### Centres de formation
- Un des 4 campus FIM  CCI Formation Normandie est présent sur la ville de Cherbourg; Il est spécialisé en Vente Commerce et Management d'affaires, en Gestion Finance et Organisation, en Industrie-CAO et DAO  et en Tourisme Hôtellerie Restauration pour les formations longues. Il propose 34 formations de niveau CAP au Bac+5.De nombreuses formations sont possibles en apprentissage dans notre CFA-Centre de Formation des Apprentis- de FIM Cherbourg. Il accueille aussi de nombreux salariés pour des formations courtes de quelques jours que ce soit en Langues, Management, sécurité, Restauration...ou en reconversion professionnelle.

## Historique
La chambre de commerce de Cherbourg et Valognes a été fondée le 15 décembre 1836, par le roi Louis-Philippe.

### Liste des présidents
- 1837-1847 : Édouard Fontenilliat
- 1847-1848 : Édouard Sellier
- 1848-1852 : Victor Mauger
- 1852-1855 : Auguste Postel
- 1855-1889 : Eugène Liais
- 1869-1877 : Louis Dumont
- 1877-1899 : Léon Mauger
- 1899-1920 : Alexandre Langlois
- 1920-1922 : Albert Simon
- 1922-1925 : Joseph Noyon
- 1925-1944 : Camille Quoniam
- 1944-1946 : Léon Menut
- 1946-1953 : Maurice Levavasseur
- 1953-1957 : Émile Postel
- 1958-1961 : Félix Amiot
- 1962-1970 : André Michel
- 1970-1976 : Jean Vaur
- 1976- ? : Louis Delahaye
- 1988- ? : Benoît Lecacheux
- depuis ... : Jean-Claude Camus

## Pour approfondir